# Образование в Бутане

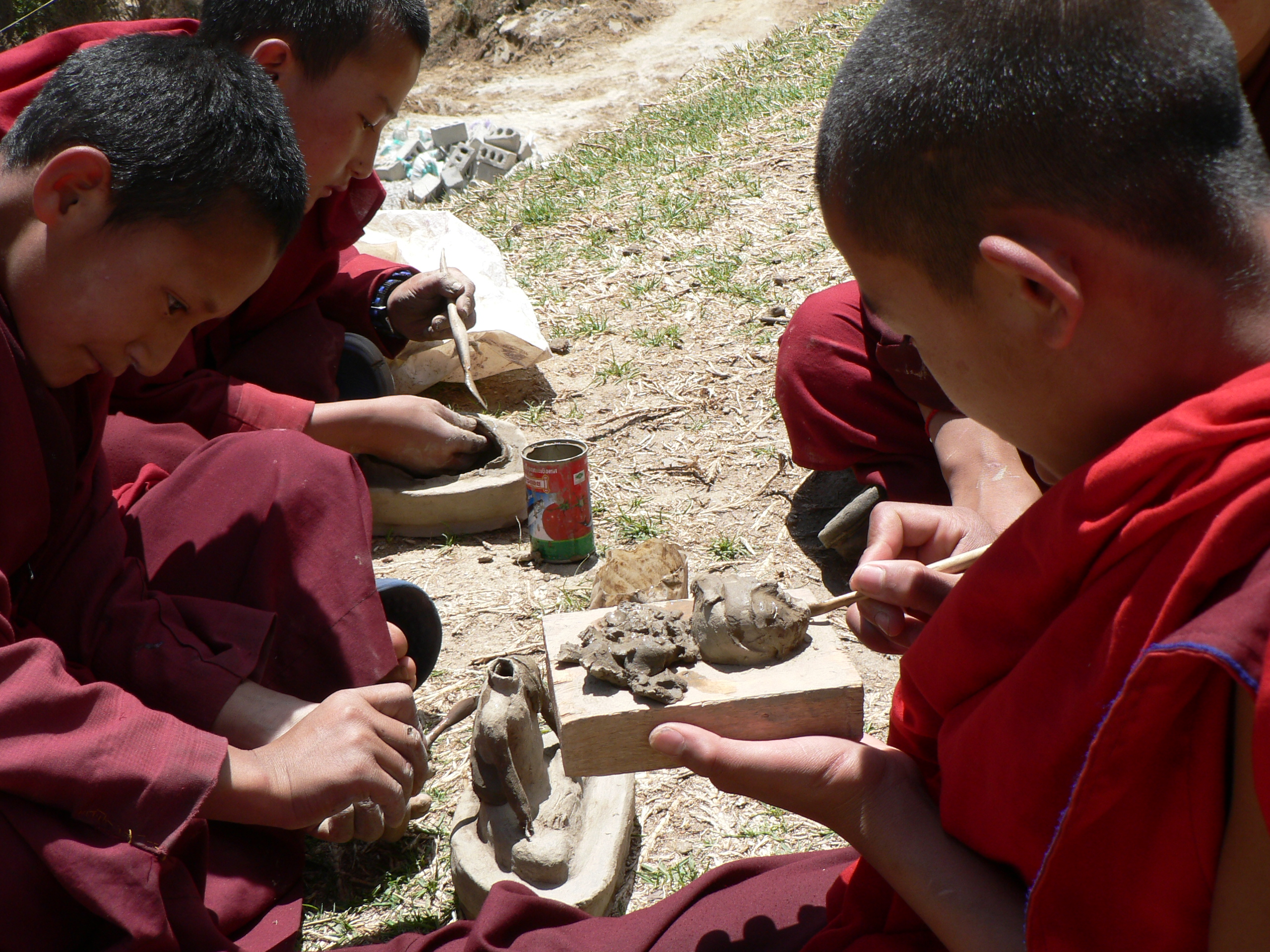
Занятия в монастырской школе Монастыря Дечен-Пходранг

Образование в Бутане — целенаправленный процесс воспитания и обучения посредством образовательных учреждений на территории Бутана.

## Среднее образование в Бутане

### История развития системы среднего образования
Образование по типу западного стал вводить Первый король Бутана Угьен Вангчук (1907—1926). До 1950 года существовали только две светских школы в Хаа и в Бумтанге, в основном образованием заведовали буддийские монастыри. После 1950 года стали появляться светские школы как в частном порядке, так и спонсируемые государством. На конец пятидесятых годов насчитывалось 29 начальных государственных школ и тридцать частных, в которых училось 2500 детей. Среднее образование можно было получить только в Индии.

### Реформы Первого пятилетнего плана

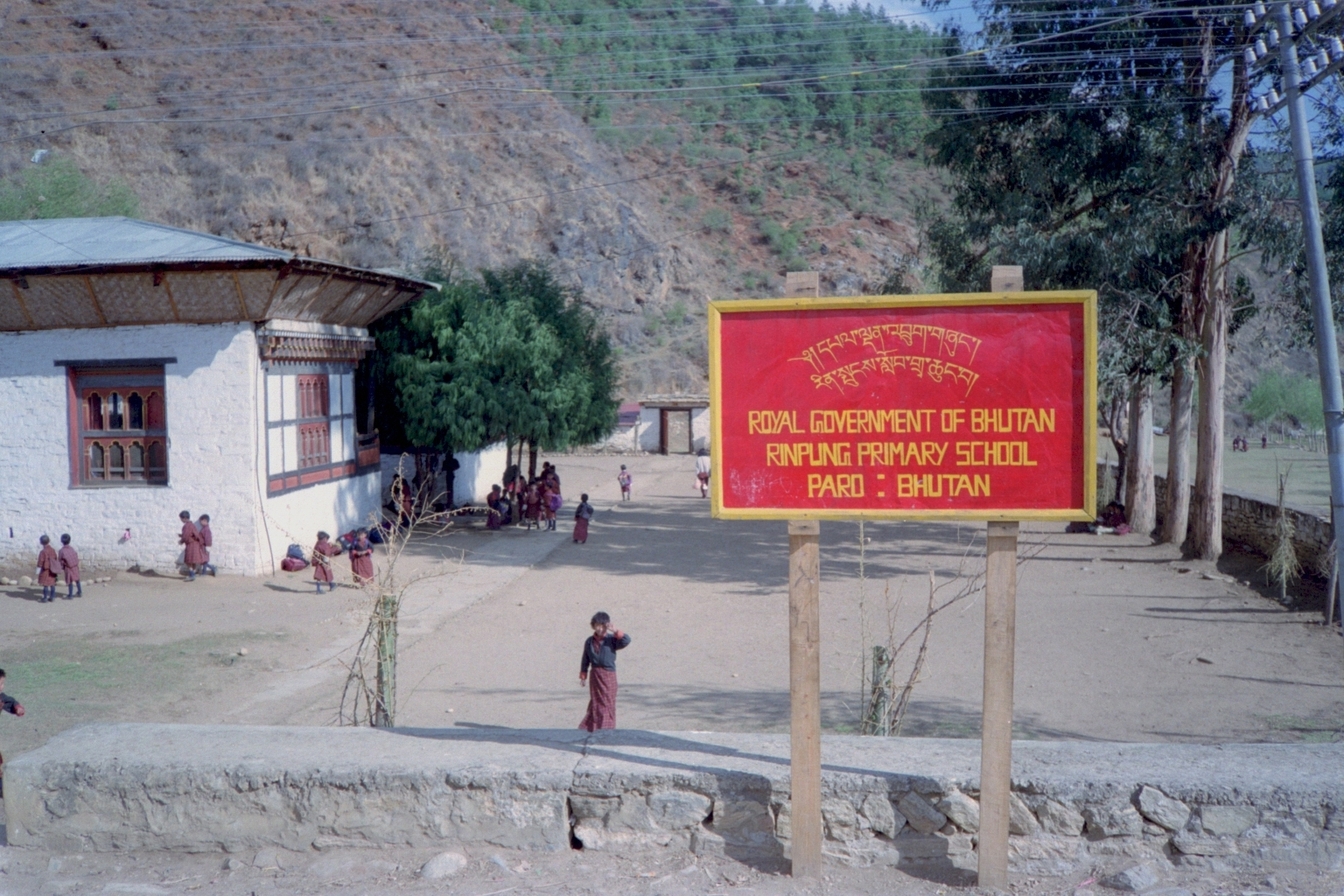
Начальная школа в Паро

Во время Первого пятилетнего плана (1961—1966) были созданы новые школы, и в Бутане стало 108 школ, в которых учились 15 тысяч человек. Тогда же ввели несколько ступеней образования.
- Дошкольное обучение (preschool) производилось в 4 года,
- Начальная школа (primary grades) состоит из пяти классов.
- Неполная средняя школа (junior high) включает классы с шестого по восьмой
- Средняя школа (high) включает классы с девятого по одиннадцатый

Для прохождения на следующий уровень ученики обязаны были сдавать экзамен по единой общебутанской программе. Экзамен после десятого класса проводила Индийская Аттестационная Комиссия. Департамент образования отвечал также за издание учебников, подготовку учителей, образование и подготовку учителей за границей и привлечение зарубежных специалистов.
В систему среднего образования входили в качестве основных предметов английский язык, математика, язык дзонгка. В средних и старших классах английский использовался как язык обучения, но языку дзонгка также уделялось внимание. До 1989 года в южных районах в школах использовался язык непали. В школах изучаются также английская литература, обществоведение, история, география, природоведение, биология, химия, физика и религия. При этом изучение истории Бутана проводится больше на основании устной традиции, чем на исторических документах. С помощью ЮНЕСКО и Лондонского университета был разработан десятилетний курс, включающий четыре предмета по бутанской истории и культуре, шесть предметов по индийской и мировой истории и политике. Также в школе появились практические предметы по земледелию, животноводству и лесному хозяйству.

### Успехи к концу девяностых
В 1988 году в Бутане было 42 446 учеников и 1 513 учителей в 150 начальных школах, 11 835 учеников и 447 учителей в 21 средних школах, 4515 учеников и 248 учителей в 9 старших школах. 63 % учеников начальных и средних школ составляют мальчики. 70 % учителей — мужчины.
В технических и специальных школах в это время насчитывалось 1761 учеников и 150 учителей.
Лишь малая часть детей школьного возраста была охвачена образованием — 25 % начального возраста, 8 % возраста средних классов и лишь 3 % возраста старших классов, грамотность составляла 30 %. За последние годы ситуация значительно улучшилась.
Значительная часть школ работает как интернаты. Учебный год длится с марта по сентябрь. В школах ученикам бесплатно предоставляются учебные пособия. При содействии международных организаций в ряде школ ученики получают бесплатные обеды.
Немало бутанцев проходят обучение за границей — в Индии, Японии, Сингапуре, Германии и в англоговорящих странах. Значительное большинство по окончании обучения возвращаются в Бутан.

### Современное состояние

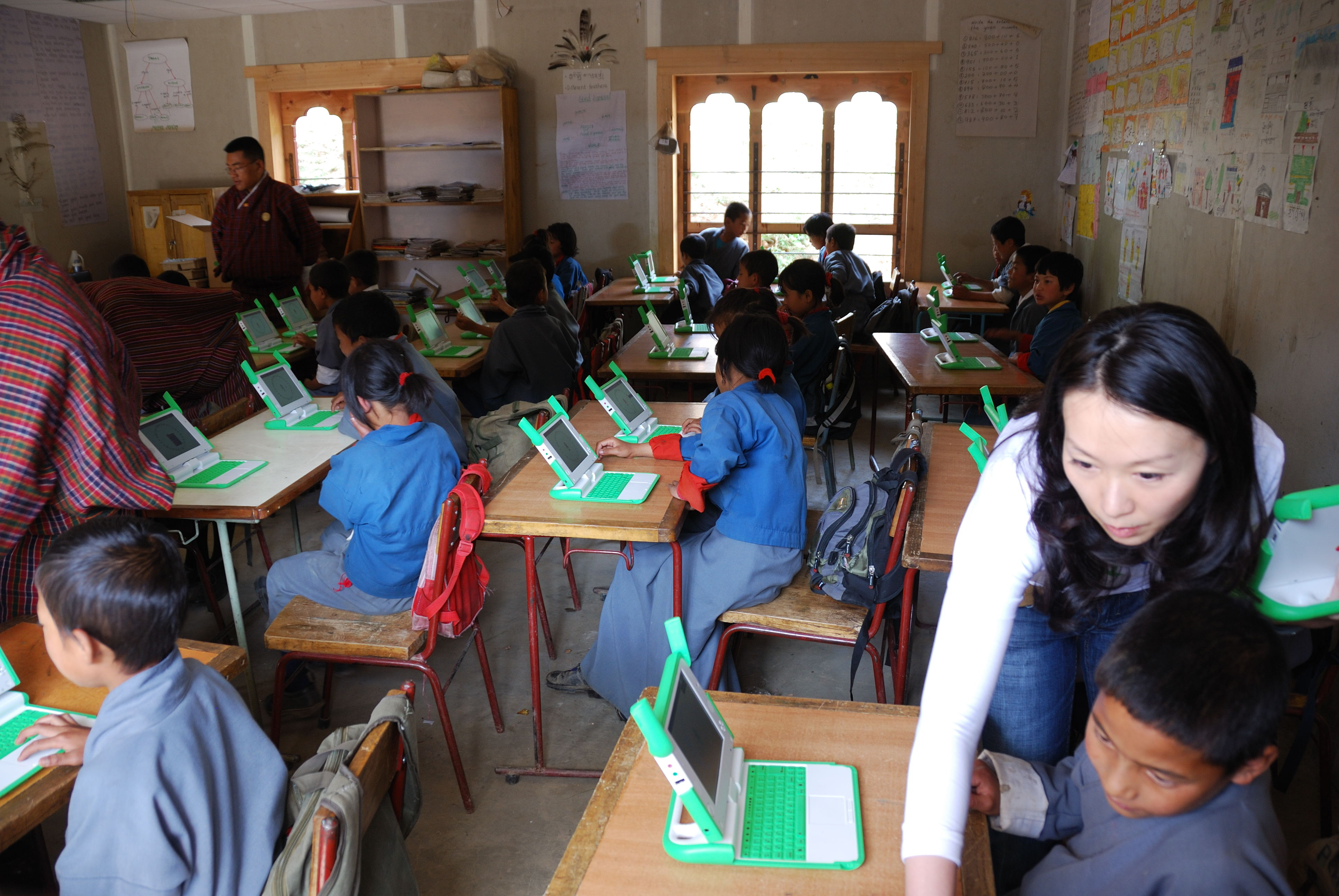
Классная комната в школе в Тхимпху

(по официальной странице Министерства образования Бутана и Отчёту ЮНЕСКО)
В настоящее время базовое обучение определяется как 10 лет, а полное обучение занимает 13 лет: год подготовительного класса (PP), 6 лет начальной школы (PS), 2 года средней школы младшего уровня (LSS) и 2 года средней школы среднего уровня (MSS) и 2 года в средней школе старшего уровня (HSS). Начало обучения — в шесть лет. После 8, 10 и 12 класса сдаются экзамены. Статистика показывает, что 87 % окончивших начальную школу идут дальше учиться в среднюю. 95 % поступивших в среднюю школы её заканчивает, получив базовое образование. 40 % учеников, показавших высокую успеваемость, попадают в старшую среднюю школу, ещё 25 % продолжают обучение в частной старшей средней школе. После окончания старшей школы ученики, показавшие лучшую успеваемость, продолжают учиться за границей.
Школьное образование бесплатно. Однако родители несут небольшие расходы по благоустройству школы, покупке формы, проезду. Иногда родители вынуждены забирать детей из школы по экономическим соображениям.
По состоянию на 2008 год (согласно официальной странице Министерства образования Бутана) в Бутане имеется:
- 266 общественных начальных школ (CPS)
- 94 начальных школы (PS)
- 91 средняя школа младшего уровня (LSS)
- 45 средних школ среднего уровня (MSS)
- 32 средних школы старшего уровня (HSS).

Помимо этого существуют приватные школы, которые обязаны соответствовать требованиям министерства образования. Всего в стране более 500 школ.
На 2004 год начальное образование получают 84,3 % детей, в этом году в школах училось 136 000 человек, охват школами при этом постоянно растёт. На одного учителя приходится в среднем 31 ученик.

## Высшее образование в Бутане
- Королевский университет Бутана[1]
- Колледж Шерубце в составе Королевского университета[2]
- Королевский институт менеджмента[3]